# Batalla de Hadrut
La batalla de Hadrut (azerí: Hadrut döyüşü; armenio: ճակատամարտ ճակատամարտ, romanizado: Hadrut'i chakatamart) comenzó a principios de octubre de 2020 en Hadrut y sus pueblos y alturas circundantes, parte de iure del Raión de Xocavənd, Azerbaiyán, pero controlada de facto por la autproclamada República de Artsaj. La batalla se desarrolla en el marco de la guerra del Alto Karabaj.

## Antecedentes
Hadrut, anteriormente llamada Dizak y Aghoglan, es una ciudad ubicada en el suroeste de Azerbaiyán, dentro de la región del Alto Karabaj. Desde el 10 de septiembre de 1939, Hadrut fue la capital del distrito de Hadrut dentro del Óblast Autónomo del Alto Karabaj de la República Socialista Soviética de Azerbaiyán hasta la abolición del Óblast Autónomo el 26 de noviembre de 1991 tras la disolución de la Unión Soviética. Durante la guerra del Alto Karabaj, en 1991, los residentes azerbaiyanos de Hadrut tuvieron que abandonar la ciudad debido al inicio del conflicto interétnico. En mayo del mismo año, como parte de la Operación Anillo, las Fuerzas Armadas Soviéticas y OMON deportaron por la fuerza a cientos de armenios que vivían en la ciudad. La ciudad quedó bajo el control del Ejército de Defensa del Alto Karabaj el 2 de octubre de 1992.
La ubicación de Hadrut es estratégicamente importante y conecta las partes del sur de Karabaj con la capital de Artsaj, Stepanakert y Şuşa. La toma por Azerbaiyán del control de la ciudad también pone en peligro a las fuerzas armenias en Fuzuli y Jabrayil de ser rodeadas; y según Daniele Bellocchio, ganar o perder a Hadrut significa ganar o perder la guerra.

## Preludio
El 27 de septiembre de 2020, estallaron enfrentamientos en la disputada región de Alto Karabaj, que está controlada de facto por la República de Artsaj, pero es parte de iure de Azerbaiyán. Dos días después, funcionarios azerbaiyanos declararon que sus fuerzas habían destruido un puesto de mando y observación armenio en Hadrut.
El 1 de octubre, las autoridades de Artsaj declararon que Hadrut estaba siendo bombardeado por artillería azererbaiyana. El Ministerio de Defensa de Azerbaiyán declaró que las fuerzas azerbaiyanas estaban atacando instalaciones militares, a saber, el cuartel general de la 18.ª División de Fusileros Motorizados, así como la infraestructura del 1.º Regimiento de Fusileros Motorizados de la división antes mencionada. Al día siguiente, las autoridades de Artsaj declararon que las fuerzas azerbaiyanas atacaron Hadrut con Smerch MLRS dos veces.
El 4 de octubre, el presidente de Azerbaiyán, İlham Əliyev, anunció que las fuerzas azerbaiyanas habían tomado el control de la ciudad de Jabrayil, así como de varios asentamientos en el raión homónimo. El 7 de octubre, el Ministerio de Defensa de Azerbaiyán declaró que las fuerzas azerbaiyanas controlaban el raión de Jabrayil, al sur de la ciudad.

## Batalla
El 5 de octubre, el Ministerio de Defensa de Azerbaiyán declaró que un batallón del 1.er Regimiento de Fusileros Motorizados de Armenia, estacionado en Hadrut, había huido. El 7 de octubre, las autoridades armenias declararon que las fuerzas azerbaiyanas estaban bombardeando Hadrut con artillería pesada.
El 9 de octubre, aproximadamente a las 17:00 horas, el presidente de Azerbaiyán anunció que las fuerzas azerbaiyanas habían tomado el control de Hadrut, junto con Əfəndilər, Qışlaq, Sor en el sur, Qaracallı, Süleymanlı, Yuxarı Güzlək y Gorazıllı en el sureste. de la ciudad; Esto fue negado por el presidente de Artsaj, Arayik Harutyunyan, quien afirmó que el Ejército de Defensa de Artsakh tenía el control total de Hadrut. Komsomólskaya Pravda y BBC Russian Service también impugnaron las declaraciones de Aliyev, afirmando que la ciudad estaba bajo control azerbaiyano.
Justo antes de las 04:00 (00:00 GMT) del 10 de octubre, Rusia informó que tanto Armenia como Azerbaiyán habían acordado un alto el fuego humanitario después de 10 horas de conversaciones en Moscú (la Declaración de Moscú) y anunció que ambos entrarían en conversaciones "sustantivas". Las hostilidades se detuvieron formalmente a las 12:00 (08:00 GMT), para permitir el intercambio de prisioneros y la recuperación de los muertos, facilitado por el Comité Internacional de la Cruz Roja (CICR). No obstante, ambas partes violaron gravemente el alto el fuego, lo que provocó que el CICR detuviera los intentos de recuperar a los muertos e intercambiar heridos y prisioneros.
Armenia y Azerbaiyán se acusaron mutuamente de bombardear asentamientos civiles antes del alto el fuego, y ambas partes negaron las acusaciones de la otra. Cada lado también acusó al otro de violar el alto el fuego. El 10 de octubre, se produjeron intensos combates en Hadrut, acompañados de bombardeos, y Azerbaiyán se adentró más en la zona de conflicto. Según el Ministerio de Relaciones Exteriores de Artsaj, en Hadrut se estaba llevando a cabo una operación para neutralizar a un "grupo de sabotaje y reconocimiento" azerbaiyano. Según los informes, este grupo estaba formado por 200 hombres y se infiltró en la ciudad por ambos lados. Según las autoridades de Hadrut, el ataque azerbaiyano contra Hadrut no fue apoyado ni por fuego de artillería ni por tanques, y el objetivo del grupo era "arreglar su presencia". Tanto Artsaj como Azerbaiyán se acusaron mutuamente de atacar Hadrut, donde ambas partes afirmaron estar presentes. La BBC Russian Service informó que la ciudad estaba bajo control armenio. Por la noche, el Ministerio de Defensa de Azerbaiyán declaró que las fuerzas azeríes habían repelido una ofensiva armenia de Tuğ. Al día siguiente, el Ministerio de Defensa de Azerbaiyán declaró que otro ataque armenio cerca de Hadrut fue repelido.
El 12 de octubre, el presidente de Azerbaiyán Aliyev declaró que todos los barrios de Hadrut estaban bajo control de Azerbaiyán, y que fuerzas paramilitares de Armenia habían intentado retomar la ciudad, pero habían sido derrotadas. Mientras tanto, el Ministerio de Defensa armenio declaró que la ciudad estaba bajo control armenio, con constantes intentos de hacer incursiones en la ciudad por parte de las fuerzas azeríes. El Primer Ministro armenio, Nikol Pashinián, declaró más tarde que se estaban produciendo operaciones militares en las cercanías de Hadrut. Al día siguiente, el Ministerio de Defensa de Azerbaiyán publicó imágenes que afirmaban que había sido filmada desde el centro de Hadrut, pero un corresponsal del Servicio Ruso de la BBC alegó que las imágenes se limitaban a alturas vecinas y Tagaser, no al centro de Hadrut. Al día siguiente, el Ministerio de Defensa de Azerbaiyán declaró que la situación en Hadrut se había mantenido tensa.
El 14 de octubre, el Ministerio de Defensa de Azerbaiyán declaró que sus fuerzas habían tomado el control del asentamiento de Edişə en el oeste, junto con Düdükçü, Ciraquz y Edilli en el norte de Hadrut.  El 16 de octubre, el Ministerio de Defensa de Armenia declaró que las fuerzas azeríes estaban bombardeando Tuğ y Qırmızı Bazar. El mismo día, Azerbaiyán declaró que había tomado el control de Xırmancıq y Ağbulaq al norte de Hadrut, y de Axullu en el noreste de Hadrut, mientras que el Ministerio de Defensa de Azerbaiyán publicó imágenes que aparentemente mostraban Hadrut y las aldeas circundantes bajo control azerbaiyano. El Ministerio de Defensa armenio reiteró que todavía tenían el control de Hadrut, pero las autoridades armenias evitaron dar una respuesta concreta a la pregunta del corresponsal del BBC Russian Service sobre quién controlaba la ciudad.
El 17 de octubre, el Ministerio de Defensa de Azerbaiyán declaró que la situación en Hadrut seguía siendo tensa. El 18 de octubre, un corresponsal de "RIA Novosti" informó de un intercambio de artillería pesada cerca de Hadrut. Posteriormente, el Ministerio de Defensa de Azerbaiyán afirmó haber derribado un avión de combate armenio Su-25 en la región; Armenia emitió una denegación. Al día siguiente, el Ministerio de Defensa de Azerbaiyán declaró que la situación en Hadrut y las áreas circundantes era relativamente estable, pero luego afirmó que las fuerzas azerbaiyanas continuaron las operaciones de combate contra las fuerzas armenias en los alrededores de la ciudad y penetraron sus defensas. Aproximadamente una hora después, afirmó que las fuerzas armenias habían atacado las líneas azerbaiyanas alrededor de la ciudad, pero que habían sido repelidas. Por la noche, las autoridades azerbaiyanas publicaron imágenes que demostraban su presencia dentro de la ciudad. El 20 de octubre, a partir de la mañana, se produjeron fuertes enfrentamientos cerca de Hadrut, con ofensivas azeríes, acompañadas de apoyo de artillería. Dos días después, el Ministerio de Defensa de Azerbaiyán declaró que los voluntarios armenios llegados recientemente al norte de Hadrut habían huido, mientras que las autoridades de Artsaj declararon que se estaban produciendo enfrentamientos en Qirmizi Bazar, a unos 30 kilómetros (19 millas) al norte de Hadrut. El 23 de octubre se produjeron enfrentamientos cerca de Hadrut. El 27 de octubre, el Ministerio de Defensa de Armenia declaró que las fuerzas azerbaiyanas estaban bombardeando Khojavend; Azerbaiyán emitió una negación.

## Damnificados

### Civil
Al 19 de octubre, las autoridades armenias informaron de la muerte de 11 civiles armenios en Hadrut y en las zonas circundantes durante la batalla; al 10 de octubre, las autoridades azerbaiyanas informaron que un trabajador médico azerbaiyano resultó herido por disparos de proyectiles.

### Militar
Al 19 de octubre, las autoridades azerbaiyanas declararon que al menos 38 militares armenios habían muerto en una emboscada, pero que más tarde murieron. Además, las autoridades de Azerbaiyán reclamaron la destrucción de un puesto de mando, 14 T-72, tres BMP-2, otros 22 vehículos, 17 BM-21 "Grad" MLRS, siete piezas de artillería, 15 D-1, D-20 y D -30 obuses, cinco obuses 2S1 "Gvozdika", tres cañones 2A36 Hyacinth-B, tres UAV derribados, 13 sistemas de defensa aérea destruidos, un ZSU-23-4 Shilkas, una estación de radar y siete camiones de municiones.

### Alegación de ejecución de prisioneros de guerra
El 15 de octubre, apareció un video de dos armenios capturados, Yuri Adamyan, de 25 años, y Benik Hakobyan, de 73, siendo ejecutados en Hadrut por soldados azerbaiyanos; Las autoridades de Artsaj identificaron a Hakobyan como un civil de Hadrut. La representación armenia en el Tribunal Europeo de Derechos Humanos declaró que estaban investigando la presentación de una denuncia oficial ante el tribunal. Bellingcat analizó los videos y concluyó que las imágenes eran reales y que los dos ejecutados eran combatientes armenios capturados por las fuerzas azerbaiyanas entre el 9 y el 15 de octubre y luego ejecutados. La BBC corroboró la investigación de Bellingcat sobre la ejecución.